# Les Grandes Bouches
Pour les articles homonymes, voir Bouches.
Pour plus de détails, voir Fiche technique et Distribution.
Les Grandes Bouches est un film français de 1998 réalisé par Bernie Bonvoisin à la suite du succès du film Les Démons de Jésus.

## Synopsis
Cambrioleurs et grandes gueules, Esther, Lamar et Zed vivent sous le même toit. Mais malgré leur complicité, la première ne manque jamais une occasion de reprocher à ses deux associés leur manque d'ambition. Piqués au vif, Lamar, amoureux d'Esther mais incapable de le lui dire, et Zed, qui avoue de son côté un penchant pour les femmes mûres, décident de passer dans la catégorie supérieure en s'adressant à un caïd d'envergure, Armand. Et les voilà bientôt chargés d'exécuter un contrat pour le compte de Gerbal, un producteur de disques, qui exige qu'on lui rapporte la tête de sa victime.

## Distribution
- Gérard Darmon : Lamar
- Nadia Farès : Esther
- Thierry Frémont : Zed
- Victor Lanoux : Armand
- Elie Semoun : Fichier
- Patrick Bouchitey : Gerbal
- José Garcia : Felix
- Antoine Basler : Jean-Paul
- Marc Duret : Lucien
- Daniel Benoin : Le docteur Chouck
- Patrick Dupond : Le flic au restaurant
- Serge Riaboukine : Jacky
- Jean-Claude Bouttier : Le patron du bistrot
- Jacques Buron
- Gaëlle Billaut-Danno